# توموهيرو كاتانوساكا
توموهيرو كاتانوساكا (باليابانية: 片野坂 知宏) (18 أبريل 1971 في كاغوشيما في اليابان – )؛ هو لاعب كرة قدم ياباني سابق كان يلعب كمدافع.

## وصلات خارجية
- توموهيرو كاتانوساكا على موقع رابطة كرة القدم اليابانية للمحترفين (اليابانية)
- توموهيرو كاتانوساكا على موقع قاعدة بيانات كرة القدم.إي يو (الإنجليزية)
- توموهيرو كاتانوساكا على موقع Soccerway.com (الإنجليزية)
- توموهيرو كاتانوساكا على موقع عالم كرة القدم.نت (الإنجليزية)